# Yatta Plateau
Yatta Plateau är en platå i Kenya.   Den ligger i länet Kitui, i den södra delen av landet, 200 km sydost om huvudstaden Nairobi.